# Marca especial
As marcas especiais assinalam zonas de exercícios militares, áreas reservadas para a navegação de recreio, zonas para despejos, zonas de separação de tráfego, cabos ou tubagens submersas, e ainda estações ODAS.
Forma: Facultativa
Cor: Amarela
Luz: Amarela
Marca: X de cor amarela
Ver também:
Sistema de Balizagem Marítima